# Janthine
Janthina janthina
Espèce
La janthine (Janthina janthina) est un des rares gastéropodes marins qui vit à la surface de l'eau. Elle n'a pas l'air d'un prédateur, mais elle est redoutable pour son allure. Inoffensive pour l'homme, c'est une tueuse de siphonophores comme les physalies. Elle se nourrit de leurs tentacules venimeux et parfois même de leur vessie de flottaison.

## Description
La janthine est un mollusque gastéropode d'allure classique, avec une coquille spiralée très fine ressemblant à celle d'un escargot, grisée sur la partie supérieure et bleu-violacée sur la partie inférieure. La taille adulte est d'environ 4 cm.
Le genre comporte 5 espèces actuelles, assez semblables et facilement confondues. 

Coquille de Janthina janthina

## Écologie et comportement

### Un escargot qui flotte
La janthine ne nage pas vraiment : elle se laisse « pousser » par le vent. Pour flotter, elle utilise des bulles de mucus (la « bave » des gastéropodes). Elle vit juste en dessous de la ligne de flottaison du radeau de mucus.

### Moyens de défense
En plus de sa coquille, la janthine a deux moyens de défense :
- le premier moyen de défense est le camouflage : sa coquille est claire en bas (pour imiter la lumière du Soleil) pour se protéger des animaux marins sous l'eau et foncée en haut (pour imiter le peu de lumière sous l'eau) pour échapper aux oiseaux marins ; on appelle cette stratégie de camouflage le principe de « contre-illumination »[3] ;
- le deuxième moyen de défense : jeter une sorte de colorant bleu (autrefois très recherché pour sa couleur) si un animal marin la repère malgré son camouflage ;
- malgré cela, la janthine finit parfois sa vie à cause des forces de la nature (échouage, par exemple)...

### Reproduction
Quand une janthine femelle pond des œufs, elle les pose sur un tas de bulles qu'elle « fabrique ». Quand les jeunes mollusques éclosent, ils prennent un peu d'air dans leur flotteur pour produire après leurs propres bulles.

## Habitat et répartition
Comme ce mollusque vit en surface et dérive au gré des courants et de la population de ses proies, sa répartition est presque mondiale.